# Алијансел
Алијансел (фр. Alliancelles) насеље је и општина у североисточној Француској у региону Шампања-Ардени, у департману Марна која припада префектури Витри ле Франсоа.
По подацима из 2011. године у општини је живело 149 становника, а густина насељености је износила 21,5 становника/km². Општина се простире на површини од 6,93 km². Налази се на средњој надморској висини од 127 метара.

## Демографија
| 1962. | 1968. | 1975. | 1982. | 1990. | 1999. | 2011. |
| ----- | ----- | ----- | ----- | ----- | ----- | ----- |
| 194   | 179   | 153   | 126   | 142   | 132   | 149   |

График промене броја становника у току последњих година